# پاندا! برو، پاندا!
پاندا کوپاندا (パンダ・コパンダ که نام ترجمه «پاندا، کودک پاندا») که در آمریکای شمالی به نام پاندا! برو، پاندا! (به انگلیسی: Panda! Go, Panda!) شناخته می‌شود، یک سینمایی انیمه ژاپنی برای کودکان است که اولین بار در سال ۱۹۷۲ منتشر شد. این فیلم توسط تیم ایسائو تاکاهاتا (کارگردان)، هایائو میازاکی (نویسنده، لای اوت، طراحی صحنه)، Yoichi Kotabe (کارگردان انیمیشن) و یاسو اوتسوکا (کارگردان انیمیشن، طراحی شخصیت) ساخته شد.. این فیلم کوتاه در اوج محبوبیت پاندا، که در سپتامبر ۱۹۷۲ آغاز شد، در ژاپن منتشر شد. در آن زمان دولت ژاپن، به عنوان بخشی از دیپلماسی پاندا، جفت پاندای غول پیکر از چین به باغ‌وحش اوئنو منتقل کرد.
با موفقیت در سینماهای ژاپن، سازندگان پاندا کوپاندا و سیرک روز بارانی (به انگلیسی: Panda Kopanda and the Rainy-Day Circus) در سال ۱۹۷۳ را تولید کردند، که موفقیت‌آمیز بود.